# В'язенська сільська рада
В'язе́нська сільська́ ра́да — колишній орган місцевого самоврядування в Путивльському районі Сумської області. Адміністративний центр — село В'язенка.

## Загальні відомості
- Населення ради: 664 особи (станом на 2001 рік)

## Населені пункти
Сільській раді були підпорядковані населені пункти:
- с. В'язенка
- с. Вегерівка
- с. В'ятка
- с. Котівка
- с. Окіп
- с. Роща
- с. Ховзівка

## Склад ради
Рада складалася з 12 депутатів та голови.
- Голова ради: Товарніченко Олександр Васильович
- Секретар ради: Шишлевська Людмила Іванівна

### Керівний склад попередніх скликань
| Прізвище, ім'я, по батькові       | Основні відомості                                                 | Дата обрання | Дата звільнення |
| --------------------------------- | ----------------------------------------------------------------- | ------------ | --------------- |
| Товарниченко Олександр Васильович | Сільський голова, 1970 року народження, член Народної партії      | 26.03.2006   | 31.10.2010      |
| Товарніченко Олександр Васильович | Сільський голова, 1970 року народження, освіта вища, безпартійний | 31.10.2010   |                 |

Примітка: таблиця складена за даними сайту Верховної Ради України